# Gare de Grande-Rivière
La  gare de Grande-Rivière est une gare ferroviaire du Chemin de fer de la Gaspésie (ligne de Matapédia à Gaspé). Elle est située sur la grande-Allée Est à Grande-Rivière dans la région Gaspésie–Îles-de-la-Madeleine et la province de Québec au Canada.
Elle est provisoirement fermée au service des voyageurs de Via Rail Canada, depuis 2013, en attendant la réouverture de la ligne à ce trafic.

## Situation ferroviaire
Établie à 19 mètres d'altitude, la gare de Grande-Rivière est située, au PK 245, sur la ligne de Matapédia à Gaspé, entre les gares de Chandler, en direction de Matapédia, et Percé, en direction du terminus de Gaspé.

## Histoire
La ligne est fermée au service des voyageurs en 2013, ce qui marque l'arrêt de la circulation du Train Montréal-Gaspé (dit aussi « Le Chaleur ») exploité par Via Rail Canada, qui desservait la gare lors de ses trois allers-retours par semaine. En 2015, la ligne devient la propriété du Ministère des transports du Québec, néanmoins la gare de Barachois reste la propriété de la Société du chemin de fer de la Gaspésie.

## Service des voyageurs

### Desserte
Le service des voyageurs est suspendu depuis 2013 du fait du mauvais état de la ligne. Les travaux de réhabilitation de la voie sont en cours, la réouverture est prévue en 2025.